# Neoepitriptus setosulus
Neoepitriptus setosulus là một loài ruồi trong họ Asilidae. Neoepitriptus setosulus được Zeller miêu tả năm 1840.